# Identyfikacja ofiar katastrofy polskiego Tu-154 w Smoleńsku
Niniejszy artykuł omawia identyfikację ofiar katastrofy polskiego Tu-154 w Smoleńsku w 2010 roku.

## Para prezydencka

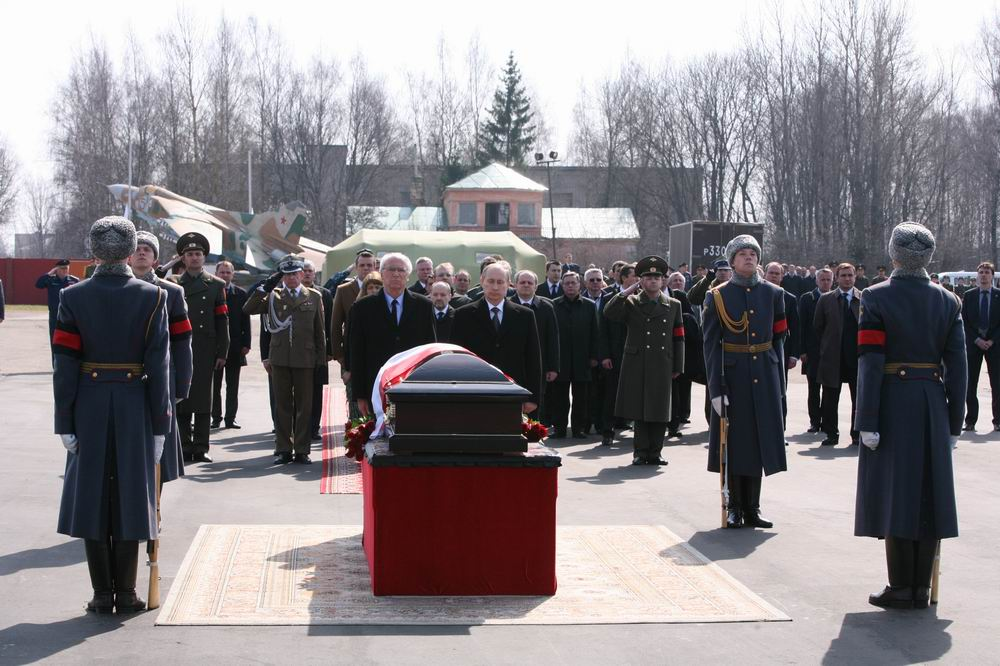
Trumna z ciałem prezydenta Lecha Kaczyńskiego na lotnisku Smoleńsk-Siewiernyj przed odlotem do Polski (11 kwietnia 2010)

### Lech Kaczyński
W dniu 10 kwietnia o godz. 15:48 czasu polskiego (godz. 17:48 czasu moskiewskiego) rosyjska agencja RIA-Nowosti podała, że na miejscu katastrofy odnaleziono ciało prezydenta RP Lecha Kaczyńskiego. Ciało Lecha Kaczyńskiego zostało wstępnie rozpoznane przez funkcjonariuszy Biura Ochrony Rządu; z zeznań jednego z funkcjonariuszy wynika, iż zidentyfikował on ciało jako pierwszy o godz. 17.30 czasu polskiego, a następnie sfotografował zwłoki. Tego samego dnia identyfikacji na miejscu katastrofy dokonał brat głowy państwa, Jarosław Kaczyński. 11 kwietnia ciało prezydenta, po sekcji zwłok przeprowadzonej nad ranem przez specjalistów rosyjskich w prosektorium sądowym w Smoleńsku, zostało sprowadzone do Polski wojskowym samolotem CASA, który wylądował na wojskowym lotnisku Okęcie o godzinie 15:03. Na płycie lotniska odbyła się oficjalna uroczystość przywitania zmarłego prezydenta z udziałem najwyższych władz państwowych oraz rodziny. Po ceremonii kondukt żałobny przejechał ulicami Żwirki i Wigury, Andrzeja Krzyckiego, Raszyńską, Alejami Jerozolimskimi, Marszałkowską, Senatorską, Miodową i Krakowskim Przedmieściem do Pałacu Prezydenckiego. Na całej trasie przejazdu prezydenta Kaczyńskiego żegnały tłumy mieszkańców stolicy, było to ok. 700–800 tysięcy osób. Po przyjeździe do pałacu ciało zostało umieszczone w kaplicy.

### Maria Kaczyńska
12 kwietnia zostało zidentyfikowane ciało pierwszej damy – Marii Kaczyńskiej; jej zwłoki zostały sprowadzone do Polski 13 kwietnia przed południem. Identyfikacji małżonki Prezydenta RP dokonał jej brat, Konrad Mackiewicz, który potwierdził, że ciało było w dobrym stanie (media informowały, iż identyfikacja na podstawie oględzin okazała się niemożliwa ze względu na rozległe obrażenia, małżonka prezydenta została zidentyfikowana na podstawie znalezionej przy niej obrączki ślubnej).
Na płycie lotniska wojskowego Okęcie w Warszawie odbyła się ceremonia przywitania, w której uczestniczyła głównie rodzina. Po ceremonii kondukt żałobny przejechał ulicami Warszawy (Żwirki i Wigury, Andrzeja Krzyckiego, Raszyńską, Alejami Jerozolimskimi, Marszałkowską, Senatorską, Miodową i Krakowskim Przedmieściem) do Pałacu Prezydenckiego. Na trasie przejazdu zmarłą żegnały tłumy warszawiaków, spontanicznie rzucając kwiaty w kierunku karawanu.

## Pozostałe ofiary

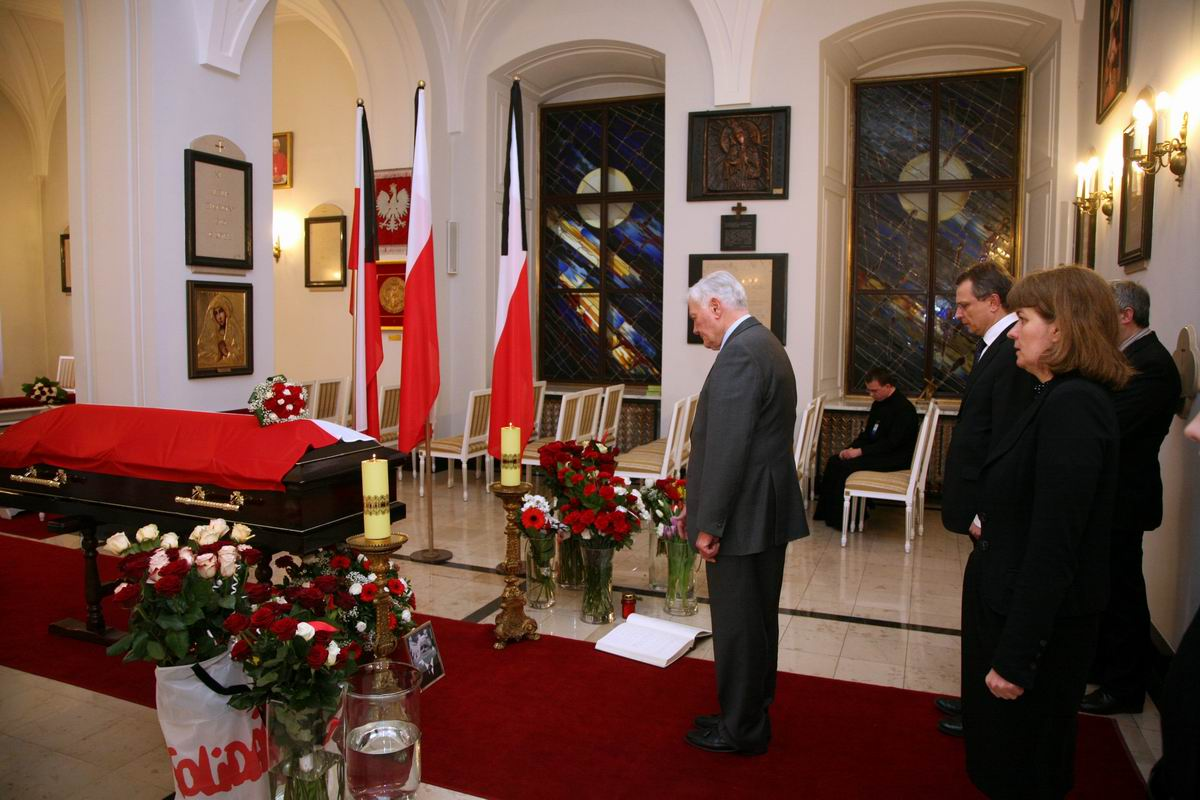
Były prezydent Litwy Valdas Adamkus w kaplicy Pałacu Prezydenckiego w Warszawie (12 kwietnia 2010)

### 10 kwietnia 2010
O godz. 13 z samolotu zaczęto wynosić pierwsze zwłoki, które układano w specjalnie przygotowanym miejscu, fotografowano, pobierano odciski palców, opisywano i owijano w folię. Tego samego dnia ciała ofiar zaczęto przewozić dwoma śmigłowcami Mi-26 na moskiewskie lotnisko Domodiedowo; rosyjski minister ds. sytuacji nadzwyczajnych, gen. Siergiej Szojgu, poinformował, że z wraku wydobyto zwłoki wszystkich ofiar. Do Moskwy przyjechała minister zdrowia Ewa Kopacz, która nadzorowała przebieg identyfikacji zwłok. W późniejszym okresie do Moskwy przybyły również rodziny części ofiar.

### 12 kwietnia 2010
Do 12 kwietnia ciała 14 ofiar zostały zidentyfikowane na podstawie oględzin. Kolejne 10 osób prawdopodobnie udało się zidentyfikować na podstawie fragmentów garderoby i znaków szczególnych. Identyfikacja reszty ofiar była trudna ze względu na rozległe obrażenia, jakie pasażerowie samolotu odnieśli podczas katastrofy. Do ich rozpoznania potrzebne były badania genetyczne. Prokurator generalny Andrzej Seremet poinformował, że wydobyto ciała 87 ofiar; mimo wcześniejszych informacji nie zakończyła się akcja wydobywania zwłok i na miejscu był potrzebny ciężki sprzęt do podniesienia większych fragmentów samolotu. 

### 13 kwietnia 2010
13 kwietnia Prokuratura Generalna podała informację o zidentyfikowaniu 55 ofiar i odnalezieniu ciał 90 ofiar. Późnym wieczorem w mediach ukazała się informacja o zidentyfikowaniu 62 ciał i wydobyciu z wraku samolotu 95 ciał.

### 14 kwietnia 2010

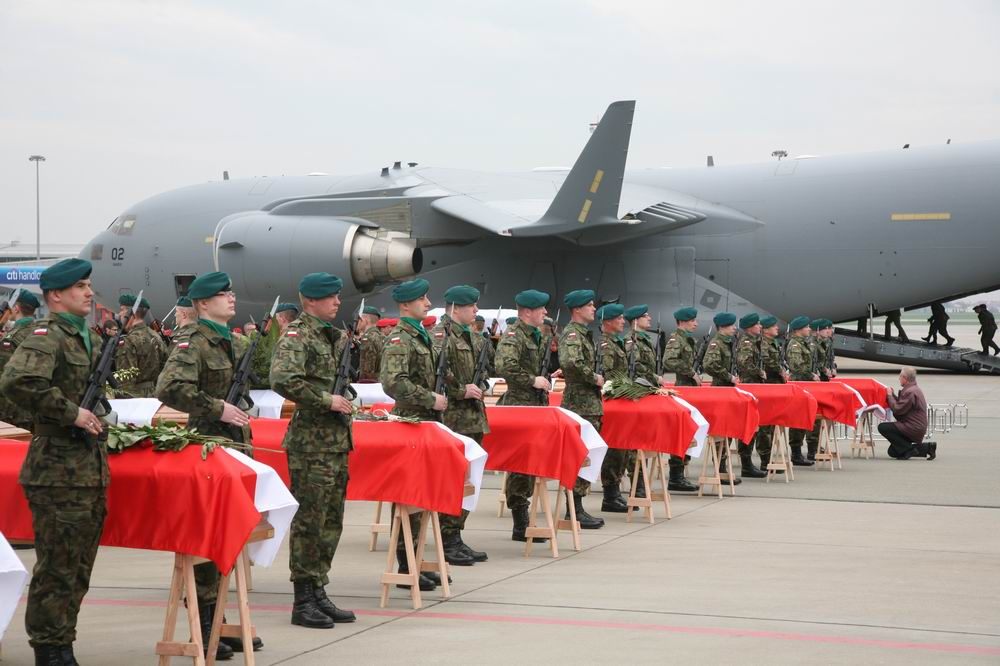
Trumny z ciałami ofiar na lotnisku Okęcie w Warszawie (14 kwietnia 2010)

Około godziny 16.00 dnia 14 kwietnia na lotnisku wojskowym Okęcie w Warszawie wylądował natowski samolot transportowy Boeing C-17 z 30 trumnami zawierającymi ciała ofiar katastrofy pod Smoleńskiem. Na płycie lotniska odbyła się oficjalna uroczystość przywitania trumien ofiar katastrofy z udziałem najwyższych władz państwowych oraz rodzin. Ciała zostały przewiezione 30 karawanami w kondukcie żałobnym ulicami Warszawy (Żwirki i Wigury i Trasą Łazienkowską) na Torwar, skąd mogli je odbierać bliscy ofiar.

#### Lista
Joanna Agacka-Indecka, Czesław Cywiński, Leszek Deptuła, Zbigniew Dębski, Katarzyna Doraczyńska, Aleksander Fedorowicz, Janina Fetlińska, Jarosław Florczak, Paweł Janeczek, Dariusz Jankowski, Mariusz Kazana, Miron Chodakowski, Stanisław Nałęcz-Komornicki, Stanisław Komorowski, Paweł Krajewski, Wojciech Lubiński, Tomasz Merta, Dariusz Michałowski, Justyna Moniuszko, Piotr Nosek, Piotr Nurowski, Jan Osiński, Adam Pilch, Krzysztof Putra, Ryszard Rumianek, Sławomir Skrzypek, Władysław Stasiak, Jacek Surówka, Jerzy Szmajdziński, Paweł Wypych.
Minister zdrowia Ewa Kopacz, przebywająca w Moskwie, poinformowała o zidentyfikowaniu 64 ofiar.

### 15 kwietnia 2010
Do południa podano informację o zidentyfikowaniu 71 ofiar katastrofy; minister zdrowia Ewa Kopacz powróciła do Polski. Do Polski przybyła trumna z domniemanym ciałem Ryszarda Kaczorowskiego – ostatniego prezydenta II RP. Trumna z rzekomym ciałem Ryszarda Kaczorowskiego była wystawiona w Belwederze, pogrzeb odbył się 19 kwietnia w Świątyni Opatrzności Bożej. Około godz. 16:30 na lotnisku wojskowym Okęcie w Warszawie wylądował natowski samolot transportowy Boeing C-17 z kolejnymi 34 trumnami ofiar. Na płycie lotniska odbyła się oficjalna uroczystość przywitania trumien ofiar katastrofy z udziałem najwyższych władz państwowych oraz rodzin. Ciała zostały przewiezione 34 karawanami w kondukcie żałobnym ulicami Warszawy (Żwirki i Wigury i Trasą Łazienkowską) na Torwar, skąd mogli je odbierać bliscy ofiar.

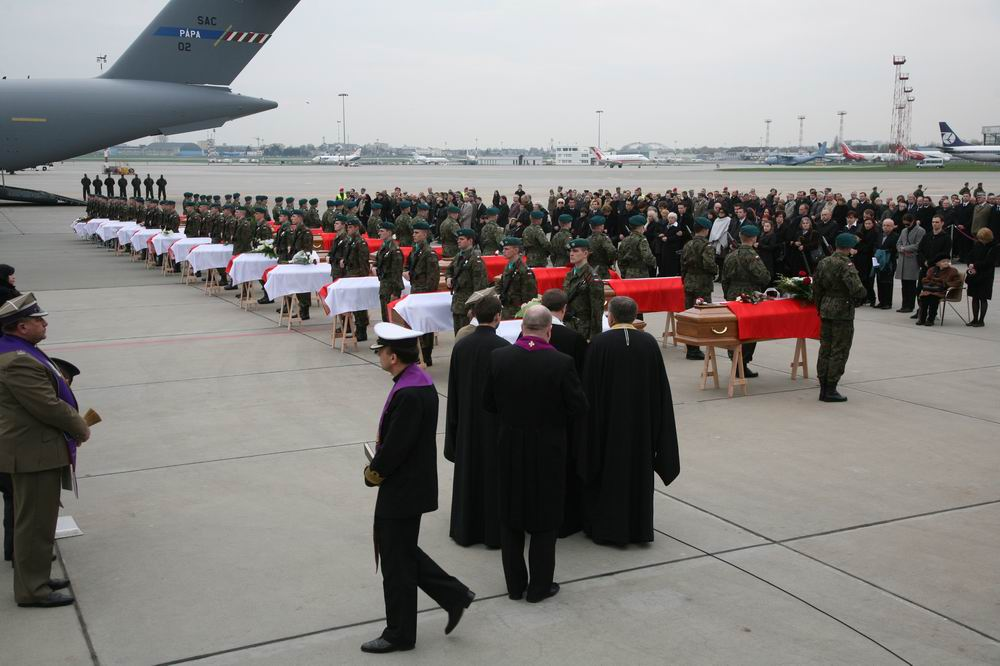
Lotnisko Okęcie w Warszawie (14 kwietnia 2010)

#### Lista
Krystyna Bochenek, Anna Maria Borowska, Bartosz Borowski, Tadeusz Buk, Grzegorz Dolniak, Artur Francuz, Roman Indrzejczyk, Józef Joniec, Sebastian Karpiniuk, Janusz Kochanowski, Andrzej Kremer, Janusz Kurtyka, Andrzej Kwaśnik, Barbara Maciejczyk, Barbara Mamińska, Bożena Mamontowicz-Łojek, Stefan Melak, Stanisław Mikke, Janina Natusiewicz-Mirer, Bronisława Orawiec-Löffler, Katarzyna Piskorska, Maciej Płażyński, Tadeusz Płoski, Agnieszka Pogródka-Węcławek, Andrzej Sariusz-Skąpski, Leszek Solski, Aleksander Szczygło, Jolanta Szymanek-Deresz, Izabela Tomaszewska, Marek Uleryk, Anna Walentynowicz, Teresa Walewska-Przyjałkowska, Zbigniew Wassermann, Gabriela Zych.
Po południu Polskie Radio podało informację z rosyjskiego Ministerstwa Zdrowia o zidentyfikowaniu 74 ciał ofiar katastrofy w Smoleńsku.

### 16 kwietnia 2010
Do Moskwy przetransportowano z miejsca katastrofy ciała i fragmenty ciał ofiar. Aleksandr Bastrykin, szef Komitetu Śledczego przy Prokuraturze Generalnej Rosji, poinformował, że jak dotąd zidentyfikowano ciała 76 ofiar katastrofy i że trwały czynności mające na celu rozpoznanie i potwierdzenie tożsamości pozostałych 20 osób. Tego dnia podano, że badania genetyczne pozostałych ciał mają zostać zakończone nie wcześniej niż 21 kwietnia. 16 kwietnia do Polski miało przylecieć ciało gen. Franciszka Gągora wraz z siedmioma innymi trumnami, jednak z powodu zamknięcia przestrzeni powietrznej nad Polską transport został opóźniony. Przed godz. 22:00 dwa samoloty z trumnami znalazły się jednak na lotnisku Okęcie.

#### Lista
Ewa Bąkowska, Franciszek Gągor, Przemysław Gosiewski, Bronisław Gostomski, Izabela Jaruga-Nowacka, Zdzisław Król, Wojciech Seweryn, Janusz Zakrzeński.

### 18 kwietnia 2010

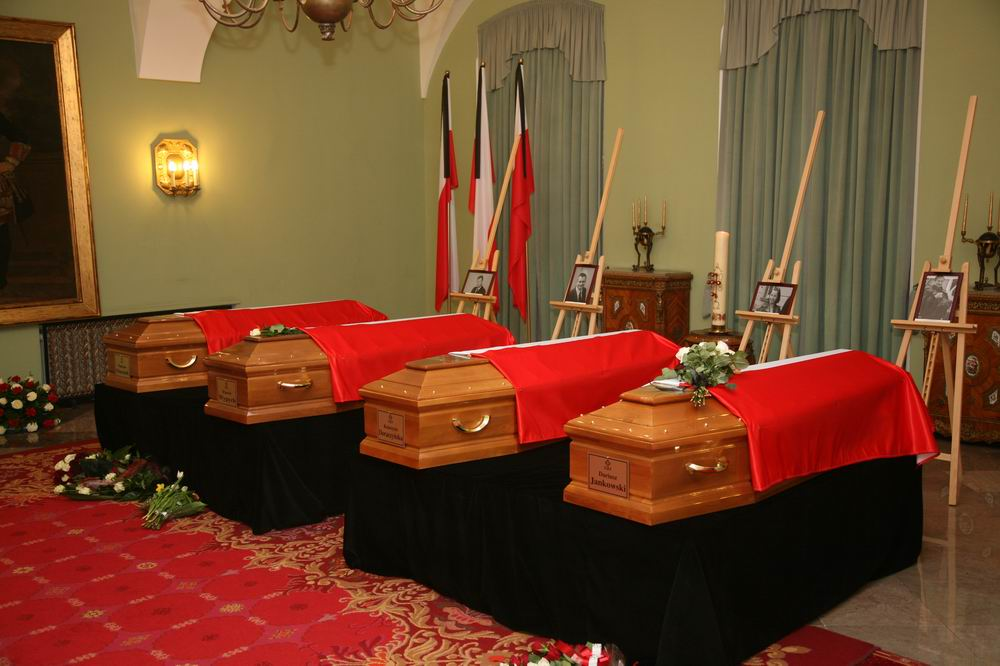
Trumny z ciałami pracowników Kancelarii Prezydenta RP w Pałacu Prezydenckim w Warszawie (14 kwietnia 2010)

Poinformowano, że wciąż nie udało się zidentyfikować ciał 21 ofiar. Byli to: gen. Andrzej Błasik, Edward Duchnowski, Grażyna Gęsicka, gen. Kazimierz Gilarski, ppłk Robert Grzywna, Mariusz Handzlik, Natalia Januszko, adm. Andrzej Karweta, Janusz Krupski, gen. Bronisław Kwiatkowski, Tadeusz Lutoborski, ppor. Andrzej Michalak, Aleksandra Natalli-Świat, gen. Włodzimierz Potasiński, mjr Arkadiusz Protasiuk, Andrzej Przewoźnik, Arkadiusz Rybicki, Wiesław Woda, Edward Wojtas, Stanisław Zając, kpt. Artur Ziętek.

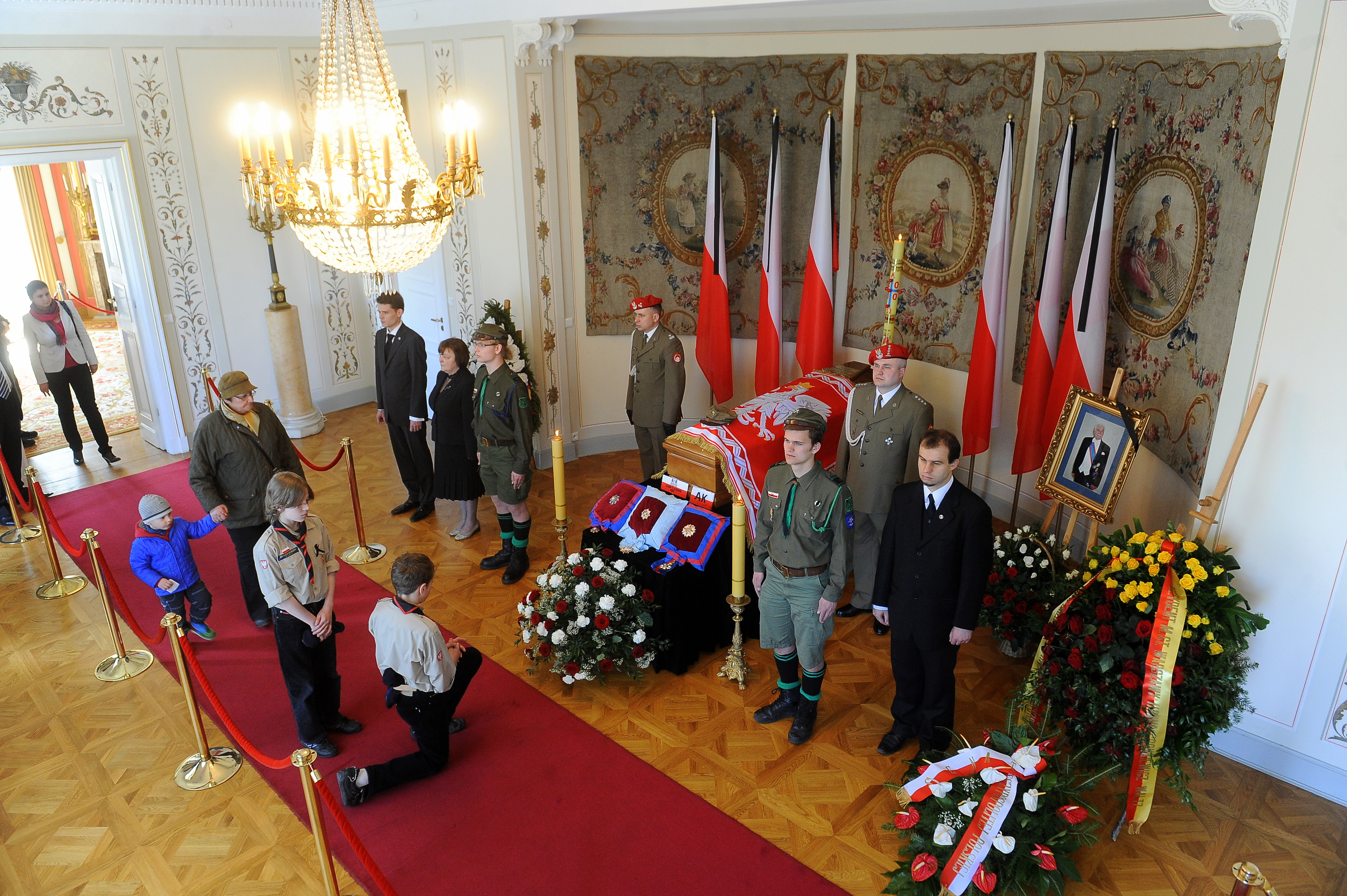
Trumna z ciałem prezydenta Ryszarda Kaczorowskiego w pałacu Belwederskim w Warszawie (17 kwietnia 2010)

### 21 kwietnia 2010
Minister zdrowia Ewa Kopacz ponownie poleciała do Moskwy w celu uzyskania informacji o postępie identyfikacji pozostałych ofiar. Rosyjska minister zdrowia Tatjana Golikowa poinformowała ją, że ciała wszystkich pozostałych 21 ofiar zostały zidentyfikowane dzięki badaniom genetycznym i że badania DNA zostały zakończone.

### 23 kwietnia 2010
O godz. 17:30 na lotnisku wojskowym Okęcie w Warszawie wylądował natowski samolot transportowy Boeing C-17 z ostatnimi 21 trumnami zawierającymi ciała ofiar katastrofy, których identyfikacja w dniu 18 kwietnia nie była jeszcze możliwa. Na płycie lotniska odbyła się ceremonia przywitania ofiar z udziałem najwyższych władz państwowych oraz rodzin. Trumny zostały przewiezione karawanami w kondukcie żałobnym ulicami Warszawy na teren Cmentarza Północnego; część przetransportowano bezpośrednio do rodzinnych miast ofiar.

#### Lista
Andrzej Błasik, Edward Duchnowski, Kazimierz Gilarski, Grażyna Gęsicka, Robert Grzywna, Mariusz Handzlik, Natalia Januszko, Andrzej Karweta, Janusz Krupski, Bronisław Kwiatkowski, Tadeusz Lutoborski, Andrzej Michalak, Aleksandra Natalli-Świat, Włodzimierz Potasiński, Arkadiusz Protasiuk, Andrzej Przewoźnik, Arkadiusz Rybicki, Wiesław Woda, Edward Wojtas, Stanisław Zając, Artur Ziętek.

### 28 kwietnia 2010
Tego dnia polskie media cytowały wypowiedź rzecznika Naczelnej Prokuratury Wojskowej, płk. Zbigniewa Rzepy, który miał oświadczyć, że polscy eksperci brali udział we wszystkich sekcjach zwłok ofiar. Podawano, że przy sekcjach zwłok, prowadzonych w moskiewskim Biurze Ekspertyz Sądowych, był obecny dr Paweł Krajewski, kierownik Zakładu Medycyny Sądowej Warszawskiego Uniwersytetu Medycznego. 

### przełom kwietnia i maja 2010
W ostatnich dniach kwietnia do Polski przewieziono szczątki ponad 20 osób odnalezionych w Smoleńsku i zidentyfikowanych metodą badań genetycznych. Część z nich (szczątki 11 zidentyfikowanych osób i 1 osoby niezidentyfikowanej) pochowano 10 maja w formie spopielonej na Cmentarzu Wojskowym na Powązkach w Warszawie w kwaterze smoleńskiej, gdzie wcześniej pochowano 28 ofiar katastrofy.

### 27 lipca 2010
Prokurator generalny Andrzej Seremet oświadczył, że obecność polskich prokuratorów podczas sekcji zwłok ofiar (oprócz sekcji zwłok Prezydenta RP) była niemożliwa, ponieważ prokuratorzy przybyli do Moskwy po zakończeniu większości sekcji. Tego dnia Naczelna Prokuratura Wojskowa poinformowała również, że polscy lekarze z Zakładu Medycyny Sądowej nie zdążyli na sekcje zwłok ofiar, gdyż zostały one przeprowadzone bardzo szybko. 

### 19 sierpnia 2010
Naczelny Prokurator Wojskowy gen. Krzysztof Parulski stwierdził, że z uzyskanych przez niego nieoficjalnych informacji wynika, iż w Rosji w dalszym ciągu trwały badania genetyczne mające na celu ustalenie dokładnego położenia osób przebywających w kokpicie samolotu w chwili katastrofy.

### 15 października 2010
Na stronach Naczelnej Prokuratury Wojskowej ukazał się komunikat o przekazaniu polskiej prokuraturze części materiałów ze śledztwa prowadzonego przez Prokuraturę Federacji Rosyjskiej, w tym opinii sądowo-medycznych, zawierający następującą informację: „Opinie sądowo – medyczne dotyczą 25 osób określonych z imienia i z nazwiska, 9 osób niezidentyfikowanych oraz 107 fragmentów zwłok. Przedmiotowe materiały są obecnie gruntownie analizowane w szczególności w powiązaniu z opinią genetyczną, którą dysponuje Wojskowa Prokuratura Okręgowa w Warszawie, w celu możliwości przypisania opinii sądowo medycznej zwłok bądź fragmentu zwłok nieustalonej osoby do konkretnej ofiary katastrofy”. Tego samego dnia mec. Bartosz Kownacki poinformował, że część rodzin ofiar katastrofy nie wie, kogo pochowała, ze względu na brak protokołów z sekcji, protokołów z oględzin i protokołów z zamknięcia trumien (po przewiezieniu trumien do Polski nie wolno ich było otwierać).

### 18 maja 2011
Komitet Śledczy Federacji Rosyjskiej rozesłał do najważniejszych rosyjskich agencji prasowych komunikat, że ekspertyza molekularno-genetyczna przeprowadzona przez rosyjskich ekspertów podważyła wyniki identyfikacji trzech ofiar katastrofy dokonanej w kwietniu 2010 roku przez stronę polską. Komitet Śledczy Federacji Rosyjskiej przekazał dane w tej sprawie również polskiemu prokuratorowi generalnemu Andrzejowi Seremetowi, przebywającemu w Moskwie. Andrzej Seremet stwierdził, że błędne informacje, wynikające z pomyłki bliskich trzech ofiar, zostały zweryfikowane przed pogrzebami, toteż nie doszło do pochowania tych osób w niewłaściwych grobach; potwierdził to rzecznik prasowy polskiej prokuratury generalnej.

### 17 i 18 września 2012
17 września 2012 roku na polecenie Wojskowej Prokuratury Okręgowej w Warszawie, prowadzącej śledztwo w sprawie katastrofy smoleńskiej, dokonano ekshumacji zwłok pochowanych w grobie Anny Walentynowicz na cmentarzu cmentarzu Srebrzysko w Gdańsku-Wrzeszczu, a 18 września 2012 roku przeprowadzono ekshumację zwłok pochowanych w grobie Teresy Walewskiej-Przyjałkowskiej na Cmentarzu Powązkowskim w Warszawie. Jak poinformowała prokuratura wojskowa, powodem przeprowadzenia ekshumacji były podejrzenia, że ciała tych ofiar katastrofy mogły zostać zamienione.

### 25 września 2012
Rzecznik Naczelnej Prokuratury Wojskowej poinformował, że wyniki badań genetycznych ekshumowanych zwłok świadczą jednoznacznie, iż przed oficjalnymi pogrzebami w kwietniu 2010 roku ciała Anny Walentynowicz i Teresy Walewskiej-Przyjałkowskiej zostały zamienione i pochowane w niewłaściwych grobach.

### 30 października 2012
Wojskowy prokurator na konferencji w Warszawie oświadczył, że ciało prezydenta Ryszarda Kaczorowskiego zostało niewłaściwie zidentyfikowane (pomylone z inną ofiarą katastrofy) i pochowane pod innym nazwiskiem, co potwierdziły badania DNA. Ekshumacji dokonano 22 października 2012 roku.

### 21 listopada 2012
Media poinformowały, iż ciała dwóch duchownych, ofiar katastrofy, ekshumowane w listopadzie 2012 roku, omyłkowo pochowano w niewłaściwych grobach, co potwierdziły badania genetyczne. Dane ekshumowanych ofiar nie zostały oficjalnie ujawnione.